# Беркутское сельское поселение
Беркутское сельское поселение — муниципальное образование в Ялуторовском районе Тюменской области. 
Административный центр — село Беркут.

## Состав поселения
В состав сельского поселения входят:
- село Беркут
- пос. Беркутский
- дер. Менгарская
- пос. Черёмушки
- село Романовское
- дер. Черёмушки